# Wereldkampioenschap voetbal 2010 (Groep D) Duitsland - Australië
In dit artikel wordt de wedstrijd tussen Duitsland en Australië in Groep D tijdens het wereldkampioenschap voetbal van 2010, die werd gespeeld op 13 juni 2010, nader uitgelicht.

## Wedstrijdgegevens
| Datum                       | 13 juni 2010                     | 13 juni 2010                     |
| Stadion                     | Moses Mabhida Stadium, Durban    | Moses Mabhida Stadium, Durban    |
| Toeschouwers                | 62.660                           | 62.660                           |
| Scheidsrechter              | Marco Rodríguez                  | Marco Rodríguez                  |
| Assistenten                 | Jose Louis Camargo Alberto Morin | Jose Louis Camargo Alberto Morin |
| Vierde man                  | Martin Hansson                   | Martin Hansson                   |
| Man van de wedstrijd        | Lukas Podolski                   | Lukas Podolski                   |
|                             | Duitsland                        | Australië                        |
| Doelpunten                  | 4                                | 0                                |
| Gele kaarten                | 2                                | 3                                |
| Rode kaarten                | 0                                | 1                                |
| Wissels                     | 3                                | 3                                |
| Schoten op doel             | 10                               | 2                                |
| Schoten naast doel          | 6                                | 6                                |
| Overtredingen               | 10                               | 19                               |
| Hoekschoppen                | 4                                | 7                                |
| Buitenspel                  | 7                                | 1                                |
| Strafschoppen               |                                  |                                  |
| Balbezit (%)                | 55                               | 45                               |
| Totale afstand afgelegd (m) | 112.073                          | 113.489                          |

| Duitsland | 4 – 0        | Australië |
| Lukas Podolski 8' Miroslav Klose 26' Thomas Müller 68' Claudemir Barretto 70' | goals        | |
| Joachim Löw | bondscoach   | Pim Verbeek |
| |              | |
| Manuel Neuer Arne Friedrich Sami Khedira Bastian Schweinsteiger Mesut Özil 73' Lukas Podolski 80' Miroslav Klose 68' Thomas Müller Holger Badstuber Philipp Lahm Per Mertesacker | opstellingen | Mark Schwarzer Lucas Neill Craig Moore Tim Cahill Jason Culina 74' Brett Emerton Luke Wilkshire Scott Chipperfield 46' Vince Grella Carl Valeri 64' Richard Garcia |
| Claudemir Barretto 68' Mario Gómez 73' Marko Marin 80' | wissels      | 46' Brett Holman 63' Nikita Rukavytsya 73' Mile Jedinak |
| |              | |
| Mesut Özil 11' Claudemir Barretto 90 +1' | gele kaarten | 23' Craig Moore 45' Lucas Neill 57' Carl Valeri |
| | rode kaarten | 56' Tim Cahill |

## Overzicht van wedstrijden
| Groepswedstrijden | | | |
| Groep A | Groep B | Groep C | Groep D |
| Zuid-Afrika - Mexico Uruguay - Frankrijk Zuid-Afrika - Uruguay Frankrijk - Mexico Mexico - Uruguay Frankrijk - Zuid-Afrika | Zuid-Korea - Griekenland Argentinië - Nigeria Argentinië - Zuid-Korea Griekenland - Nigeria Griekenland - Argentinië Nigeria - Zuid-Korea | Engeland - Verenigde Staten Algerije - Slovenië Slovenië - Verenigde Staten Engeland - Algerije Slovenië - Engeland Verenigde Staten - Algerije | Duitsland - Australië Servië - Ghana Duitsland - Servië Ghana - Australië Australië - Servië Ghana - Duitsland    |
| Groep E | Groep F | Groep G | Groep H |
| Nederland - Denemarken Japan - Kameroen Nederland - Japan Kameroen - Denemarken Kameroen - Nederland Denemarken - Japan    | Italië - Paraguay Nieuw-Zeeland - Slowakije Slowakije - Paraguay Italië - Nieuw-Zeeland Paraguay - Nieuw-Zeeland Slowakije - Italië       | Ivoorkust - Portugal Brazilië - Noord-Korea Brazilië - Ivoorkust Portugal - Noord-Korea Noord-Korea - Ivoorkust Portugal - Brazilië             | Honduras - Chili Spanje - Zwitserland Chili - Zwitserland Spanje - Honduras Chili - Spanje Zwitserland - Honduras |
| Achtste finales | | | |
| Uruguay - Zuid-Korea Verenigde Staten - Ghana                                                                              | Duitsland - Engeland Argentinië - Mexico                                                                                                  | Nederland - Slowakije Brazilië - Chili | Paraguay - Japan Spanje - Portugal                                                                                |
| Kwartfinales | | | |
| Brazilië - Nederland | Uruguay - Ghana | Argentinië - Duitsland | Paraguay - Spanje                                                                                                 |
| Halve finales | | | |
| Nederland - Uruguay | Nederland - Uruguay | Duitsland - Spanje | Duitsland - Spanje                                                                                                |
| Troostfinale | | | |
| Uruguay - Duitsland | | | |
| Finale | | | |
| Spanje - Nederland | | | |